# いずみつかさ
いずみ つかさ（1965年 - ）は、日本の翻訳家。神奈川県出身。東京外国語大学外国語学部中国語学科卒業。スタジオ・エコー所属。
海外作品における日本語吹き替え・字幕の映像翻訳家として活動し、ディズニー作品の吹き替え翻訳を多く手掛けている。

## 来歴
幼少期から読書家であり、映画も好んでいた。高校在学時に出演した演劇祭で助演賞を受賞したことがきっかけで、東京外国語大学外国語学部へ進学後は演劇サークルに所属。
当初は女優を目指し、大学に通いながら夜間の劇団養成所に通い始め、大学卒業後は劇団テアトル・エコーに入団。テアトル・エコーには海外作品の吹き替え制作をする関連会社スタジオ・エコーがあり、その縁から声優として吹き替えに出演するようになる。
1990年代当時、翻訳家は国際会議や書籍などの仕事が主流で吹き替え翻訳者の若手が少なかったため、大学で語学を学んだいずみにも声がかかり、翻訳家としての活動を始める。
当初はアルバイト感覚だったが、現役の翻訳家から直接指導を受け、現場でも先輩声優から「こんなこと言うか?」「この尺にこんな長いセリフじゃ気持ちが込められない」とアドバイスを受けるなどして翻訳方法を身につけ、次第に翻訳作業が増えたという。そして、映画『ルーキー』で吹き替え翻訳をした際、劇団の先輩で主演のクリント・イーストウッドを吹き替えた山田康雄から「おまえは役者の才能はないけど、翻訳は最高だな」と言われたことを機に、翻訳家としての活動に専念するようになった。
1995年公開の『トイ・ストーリー』以降、ディズニー・チャンネル放送作品を多数担当するなど、ディズニー作品の吹き替え翻訳を多く務めるようになったという。

## 主な翻訳作品
※基本的に吹き替え翻訳を記載。訳詞も担当したものは「◎」を表記。

### 劇場映画・シリーズ
- 愛と哀しみの旅路（Disney+版）
- アラジン[2]
- アリス・イン・ワンダーランド/時間の旅[3]
- ウエスト・サイド・ストーリー[4]
- 希望のカタマリ
- クルエラ[5] ◎
- シンデレラ[6]
- スプラッシュ（Disney+版）
- チーター・ガールズシリーズ
  - チーター・ガールズ
  - チーター・ガールズ2
  - チーター・ガールズ3 in インド
- 天使にラブ・ソングを…（ソフト版）
- 天使にラブ・ソングを2（ソフト版）
- 南極物語
- ピートと秘密の友達[7]
- ビバリーヒルズ・チワワ
- 美女と野獣[8]
- パイレーツ・オブ・カリビアン/生命の泉[9] ◎
- マレフィセント[10]
- マンデラ 自由への長い道
- ミリオンダラー・アーム
- メリー・ポピンズ（ソフト版）
- メリー・ポピンズ リターンズ[11]
- ムーラン[12]
- ゆりかごを揺らす手（ソフト版）
- ルーキー（ソフト版）
- リアル・スティール
- RENT/レント

### 海外ドラマ
- ジュピターズ・レガシー
- ハップとレナード～危険な2人～ ※吉田裕子、富永景子と共同
- フィアー・ザ・ウォーキング・デッド
- マンハント

### 劇場アニメ・シリーズ
- アナと雪の女王シリーズ
  - アナと雪の女王[13]
  - アナと雪の女王2[14]
  - アナと雪の女王 エルサのサプライズ[15]
  - アナと雪の女王/家族の思い出[16]
  - オラフの生まれた日
- インサイド・ヘッド[17]
- カーズ/クロスロード[18] ◎
- ことりのロビン
- 整形水 ※台本
- トイ・ストーリーシリーズ
  - トイ・ストーリー
  - トイ・ストーリー2
  - トイ・ストーリー3 ※字幕翻訳も担当。
  - ハワイアン・バケーション
  - ニセものバズがやって来た
  - レックスはお風呂の王様
  - バズ・ライトイヤー[19]
- 塔の上のラプンツェル
  - ラプンツェルのウェディング
  - ラプンツェル あたらしい冒険
  - ラプンツェル ザ・シリーズ[20] ◎
- ビーボ
- フランケンウィニー
- ミラベルと魔法だらけの家[21]
- メリダとおそろしの森[22]
- モアナと伝説の海[23]
- ライアンを探せ!

### テレビアニメ
- アバローのプリンセス エレナ[24] ◎
- ウィッチ -W.I.T.C.H.-
- オクトノーツと地上のミッション◎
- おたすけマニー
- おとぎのもりのゴールディとベア ◎
- きんきゅうしゅつどう隊 OSO
- クワック・パック ◎
- ジェイクとネバーランドのかいぞくたち
- ジャングル・ジャンクション
- しゅつどう!パジャマスク ◎
- すすめ!オクトノーツ ◎
- せいぶのねこキャリー
- ちいさなプリンセス ソフィア
- チャギントン
- ミッキーマウスシリーズ（ミッキーマウスクラブハウス等）

### OVA
- アラジン ジャファーの逆襲
- バービー プリンセス&ポップスター
- 美女と野獣 ベルの素敵なプレゼント
- 美女と野獣 ベルのファンタジーワールド
- ムーラン2
- DISNEY PRINCESS おとぎの国のプリンセス/夢を信じて

### 人形劇
- セサミストリートシリーズ
  - セサミストリート ※シーズン50以降（シーズン48、49も担当）
  - エルモズワールド（リブート版）
  - セサミストリート: エルモのおうちで遊ぼう
  - セサミストリート 50回目の誕生日
- マペットシリーズ
  - マペットの夢みるハリウッド（Disney+版）
  - マペットめざせブロードウェイ!（新ソフト版）
  - マペットのクリスマス・キャロル ◎
  - マペットの宝島
  - マペット大集合! ※桜井裕子と共同
  - マペットのホーンテッドマンション
  - マペット・ベビー

### ドキュメンタリー
- イジーとコアラの世界
- エイリアンズ・オブ・ザ・ディープ

### テレビ番組
- さよならポワロ!～世界が愛した名探偵・25年の軌跡～